# Mathieu Tillet
Mathieu Tillet (* 10. November 1714 in Bordeaux; † 13. Dezember 1791 ebenda) war ein französischer Botaniker, Agronom, Verwaltungsbeamter und Metallurge.
Tillet war der Sohn eines Goldschmieds und erlernte bei diesem den Umgang mit Metallen. 1740 wurde er Direktor der Münzanstalt von Troyes, was er bis 1756 blieb, als er nach Paris zog. 1750 veröffentlichte er ein Buch über Legierungen, befasste sich aber auch mit anderen naturwissenschaftlichen Fragen besonders in der Landwirtschaft. 1755 beschrieb er in Dissertation sur la cause qui corrompt et noircit les grains de blé dans les épis; et sur les moyens de prévenir ces accidents die Behandlung von Weizensamen mit Kalk und Salz gegen die später von Charles und Louis Tulasne nach ihm benannten Pilze Tilletia tritici und Tilletia laevis. Dafür erhielt er 1755 einen Preis der Akademie von Bordeaux. 1760/61 untersuchte er im Angoumois Schadinsekten des Getreides mit Henri Louis Duhamel du Monceau, worüber sie 1762 veröffentlichten.
1758 wurde er Mitglied der Académie des sciences in der Sektion Botanik. 1788 wurde er ihr Schatzmeister nach dem Tod seines Freundes Georges-Louis Leclerc de Buffon. 1766 wurde er von der Akademie beauftragt, Kopien des offiziellen Längenmaßstabs in Frankreich (Toise) zu machen. 1767 wurde er Generalinspekteur der Münzanstalten, was er bis 1774 blieb. 1784 übernahm er die Leitung des Hôpital de la Salpêtrière. Während seiner Zeit als Direktor war dort auch im Rahmen der Halsbandaffäre Jeanne de Saint-Rémy inhaftiert, die aber entkommen konnte.
1773 wurde er Ritter des Ordens von Saint-Michel. 1791 war er Mitglied der metrischen Kommission der Academie des Sciences.